# Обнова
Обнова (болг. Обнова) — село в Болгарии. Находится в Плевенской области, входит в общину Левски. Население составляет 2 313 человек.

## Политическая ситуация
В местном кметстве Обнова, в состав которого входит Обнова, должность кмета (старосты) исполняет Мая Радионова Минчева (независимый) по результатам выборов правления кметства.
Кмет (мэр) общины Левски — Георги Евлогиев Караджов (коалиция в составе 3 партий: Демократы за сильную Болгарию (ДСБ), ВМРО — Болгарское национальное движение, Земледельческий народный союз (ЗНС)) по результатам выборов в правление общины.